# Prismă hexagonală triaugmentată
În geometrie prisma hexagonală triaugmentată este un poliedru convex construit prin augmentarea unei prisme hexagonale prin atașarea a trei piramide pătrate (J1) pe trei din fețele sale laterale neadiacente. Este poliedrul Johnson J57. Poliedrul obținut prin atașarea piramidelor la fețele laterale adiacente nu este convex, prin urmare nu este un poliedru Johnson.
Având 17 fețe, este un heptadecaedru.

## Mărimi asociate
Pentru o prismă hexagonală augmentată cu lungimea laturilor egală cu 2 coordonatele vârfurilor sunt date de:
{\displaystyle (\pm 1;\;\pm 1;\;\pm {\sqrt {3}}),}
{\displaystyle (\pm 2;\;\pm 1;\;0),}
{\displaystyle (0;\;0;\;{\sqrt {2}}+{\sqrt {3}}),}
{\displaystyle \left(\pm {\frac {3+{\sqrt {6}}}{2}};\;0;\;-{\frac {{\sqrt {2}}+{\sqrt {3}}}{2}}\right).}
În acest caz, axa de simetrie a poliedrului va coincide cu axa Oy, iar două plane de simetrie vor coincide cu planele xOz și yOz.
Următoarele formule pentru arie, A și volum, V sunt stabilite pentru lungimea laturilor tuturor poligoanelor (care sunt regulate) a:
{\displaystyle A=(3+6{\sqrt {3}})\,a^{2}\approx 13,392305~a^{2},}
{\displaystyle V={\frac {1}{2}}\left({\sqrt {2}}+3{\sqrt {3}}\right)a^{3}\approx 3,305183~a^{3}.}